# John S. Sinclair
Pour les articles homonymes, voir John Sinclair et Sinclair.
John S. Sinclair (né en 1967) est un développeur de jeux vidéo des années 1980. Il a notamment travaillé pour la société IJK Software Ltd qu'il a créée avec son oncle Ian et son père Keith. Adepte du cross-compiling, ses jeux pour Oric étaient développés sur Acorn BBC tandis que ceux pour Commodore 64 étaient faits sur IBM PC XT.

## Logiciels développés

### Oric
- 1983 - Xenon 1
- 1984 - Zorgon's Revenge
- 1985 - Damsel In Distress
- 1985 - Xenon III

### Commodore 64
- 1985 - Rocket Ball